# Моноплакофори
Моноплакофори (Monoplacophora) — клас включає морські молюски, які живуть на значній глибині. Тривалий час моноплакофори були відомі лише у викопному стані, їхні черепашки знаходили у морських відкладеннях кембрію, силура та девона (описано близько 200 видів). Вони вважалися вимерлими 375 мільйонів років тому, і тільки у 1952 році данська зоологічна експедиція в районі Перуансько-Чилійського жолобу добули з глибини 3570 метрів кілька екземплярів сучасних представників цього класу. Це були декілька екземплярів молюсків, яких згодом віднесли до нового роду і виду — Neopilina galatheae. Зараз відомо близько 20 видів сучасних моноплакофор. В Чорному та Азовському морях не представлені.

## Опис
Моноплакофори мають черепашку у вигляді ковпачка. Це дрібні молюски, довжиною в кілька сантиметрів. Серед сучасних молюсків моноплакофори — один з найбільш примітивних класів, що має архаїчні риси — збереження великих целомічних порожнин, метамерією у будові деяких систем органів, примітивною нервовою системою. Нога з округлою підошвою знаходиться в центральній частині черевної поверхні. Голова слабо відмежована від тулуба. Очі відсутні. На голові знаходиться рот, оточений спереду і ззаду складками — губами; задні краї губ утворюють вирости — щупальця, що покриті віями і, ймовірно, беруть участь у зборі їжі. Є радула. Від глотки відходять великі слинні залози, а від стравоходу — особливі кишені. Шлунок містить кристалічну стеблинку. Печінка парна. Кишківник довгий, з 4-6 петель, відкривається анальним отвором у заднього краю ноги. Вважається, що моноплакофори живляться в основному донними осадами.

## Класифікація[2]
- Ряд Tryblidiida
  - Родина Tryblidiidae von Zittel, 1899
  - Родина Palaeacmaeidae †
    - Palaeacmaea Зал & Whitfield, 1872 †
    - Parmophorella Меть'ю, 1886 †

- Ряд ?
  - Родина ?
    - Рід Knightoconus †
      - Вид Knightoconus antarcticus †

## Використані джерела
- Щербак Г. Й., Царичкова Д. Б., Вервес Ю. Г. Зоологія безхребетних. Том 3. — К.: Либідь, 1997. ISBN 5-325-00662-2